# Masarykova demokratická akademie
Masarykova demokratická akademie (MDA, dříve Masarykova dělnická akademie) je vzdělávací organizace a sociálnědemokratický think tank. Pořádá cykly přednášek, debat a seminářů, rovněž vydává studie a knihy. Je členkou FEPS (Nadace pro evropská progresivní studia) a od roku 2018 je politickým institutem SOCDEM ve smyslu zákona o sdružování v politických stranách.
Masarykovu demokratickou akademii pod názvem Dělnická akademie založili v září 1896 tehdejší předseda sociální demokracie Josef Steiner a profesor Tomáš Garrigue Masaryk. Ve 30. letech působil ve vedení Dělnické akademie filozof Josef Fischer, který při akademii založil Společnost přátel demokratického Španělska, která organizovala pomoc straně republikánů ve Španělské občanské válce. Od roku 1938 řada členů akademie působila ve vedení odbojového Petičního výboru Věrni zůstaneme. Činnost akademie byla nuceně ukončena po únoru 1948. Obnovena byla na podzim 1991 jako Masarykova dělnická akademie, od dubna 2009 nese současný název.
Předsedou Masarykovy demokratické akademie je exposlanec a bývalý ministr kultury Lubomír Zaorálek, místopředsedy jsou politolog Lukáš Jelínek a bývalá europoslankyně Zuzana Brzobohatá. Mezi členy pak najdeme mj. senátora Jiřího Dienstbiera, poslankyni Alenu Gajdůškovou, někdejší veřejnou ochránkyni práv Annu Šabatovou či historika Pavla Urbáška. Ředitelem MDA je novinář a politický komentátor Patrik Eichler, který dříve působil jako mluvčí ministra pro lidská práva (2016–2017).
Spolek rovněž provozuje knihovnu zaměřenou na dějiny sociálnědemokratického hnutí a současnou politickou teorii.